# 沙萨涅圣但尼
沙萨涅圣但尼（法語：Chassagne-Saint-Denis，法語發音：[ʃasaɲ sɛ̃ dəni]）是法国杜省的一个市镇，位于该省中西部，属于贝桑松区。

## 地理
沙萨涅圣但尼（47°5'0"N, 6°6'51"E）面积9.23 平方千米，位于法国勃艮第-弗朗什-孔泰大區杜省，该省份为法国东部内陆省份，北起上索恩省，西接汝拉省，东部及东南部与瑞士接壤，东北部与贝尔福地区省接壤。
与沙萨涅圣但尼接壤的市镇（或旧市镇、城区）包括：塞-迈西耶尔、弗拉热、克莱龙、奥尔南。

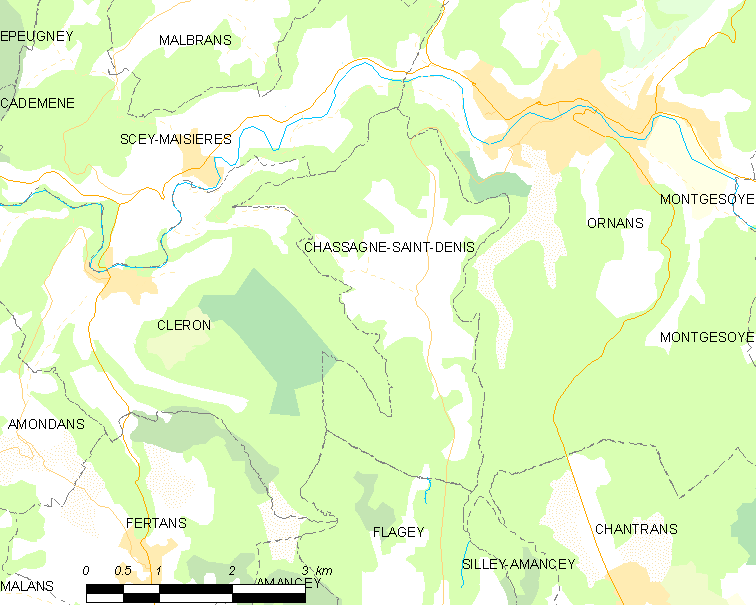
沙萨涅圣但尼的OSM定位图

沙萨涅圣但尼的时区为UTC+01:00、UTC+02:00（夏令时）。

## 行政
沙萨涅圣但尼的邮政编码为25290，INSEE市镇编码为25129。

## 政治
沙萨涅圣但尼所属的省级选区为奥尔南县。

## 人口

1962-2008年间沙萨涅圣但尼人口变化图示

沙萨涅圣但尼于2022年1月1日时的人口数量为129人。